# Richard Roat
Richard Donald Roat Jr. (* 3. Juli 1933 in Hartford, Connecticut; † 5. August 2022 in Newport Beach, Orange County, Kalifornien) war ein US-amerikanischer Schauspieler.

## Leben
Richard Roat war der Sohn von Richard D. Roat und dessen Frau. Er machte seinen Abschluss am Trinity College und begann eine Karriere in der Schauspielerei, obwohl ihm
sein Schauspiellehrer am College davon abgeraten hatte.
Der Fan der Los Angeles Lakers und der Los Angeles Angels verstarb im Alter von 89 Jahren an den Folgen eines Herzinfarkts. Er wurde von seiner Ehefrau Kathy Arntzen überlebt, mit der er über 40 Jahre verheiratet war.

## Karriere
Zu Beginn seiner Karriere spielte Roat in Amateurtheatertruppen in seiner Heimatstadt Hartford, darunter die Mark Twain Masquers und Oval in the Grove. Er führte auch Regie bei der ersten Produktion der Tunxis Players. Um seinen Lebensunterhalt zu bestreiten, arbeitete er für Aetna Fire und fuhr einen Lieferwagen für die Newton Robertson Bakery. 1957 zog er nach New York City, wo er unter Uta Hagen und Herbert Berghof Schauspiel studierte und in einem Souvenirladen sowie als Maler arbeitete.
Am 1. Januar 1961 ersetzte er Michael Ebert in The Wall am Billy Rose Theater am Broadway. Zu seinen weiteren Engagements am Broadway gehörten Sunday in New York (1961) und Come on Strong (1962). Außerdem spielte er eine Saison lang im Sommertheater in den Adirondack Mountains sowie am Public Theatre im Central Park, am Huntington Hartford Theatre in Los Angeles und am Pasadena Playhouse.
Vor der Kamera war er in über 135 Rollen in Haupt- und zahlreichen Nebenrollen zu sehen. Im Fernsehen spielte Roat als Dr. Jerry Chandler eine Hauptrolle in The Doctors und hatte Auftritte in Fernsehserien wie Wagen 54, bitte melden, Gnadenlose Stadt und Cold Case – Kein Opfer ist je vergessen. Er war auch in Filmen wie Westworld und 4 himmlische Freunde zu sehen. Seinen letzten Auftritt vor der Kamera hatte er 2009 in einer Folge der Fernsehserie 24.
Neben der Schauspielerei arbeitete er über fünfzig Jahre lang als Steuerberater in der Unterhaltungsindustrie.
Im deutschen Sprachraum wurde Roat unter anderem von Werner Abrolat, Walter Alich, Friedrich Georg Beckhaus, Ekkehardt Belle, Lothar Blumhagen, Thomas Braut, Wolfgang Condrus, Berno von Cramm, Werner Ehrlicher, Klaus Guth, Lothar Hinze, Gerd Holtenau, Gerd Jochum, Henry Kielmann, Hans-Ulrich Lauffer, Fred Maire, Christian Marschall, Krikor Melikyan, Karl-Ulrich Meves, Erich Nieswandt, Uwe Paulsen, Walter Reichelt, Thomas Reiner, Christian Rode, Paul Edwin Roth, Friedrich Schoenfelder, Georg Tryphon, Manfred Tümmler, Hans-Jürgen Wolf und Harry Wüstenhagen synchronisiert.

## Filmografie (Auswahl)

### Film
- 1964: Babo 73
- 1971: Columbo: Lösegeld für einen Toten (Fernsehfilm)
- 1972: House Made of Dawn
- 1972: Deadly Harvest (Fernsehfilm)
- 1972: Start ins Ungewisse (Fernsehfilm)
- 1972: All My Darling Daughters (Fernsehfilm)
- 1973: Westworld
- 1974: The F.B.I. Story: The FBI Versus Alvin Karpis, Public Enemy Number One (Fernsehfilm)
- 1975: Sarah T. – Portrait of a Teenage Alcoholic (Fernsehfilm)
- 1975: Mobile Two (Fernsehfilm)
- 1978: Vor den Augen der Welt (Fernsehfilm)
- 1978: American Hot Wax
- 1978: Zwei heiße Typen auf dem Highway
- 1978: Secrets of Three Hungry Wives (Fernsehfilm)
- 1978: Almost Heaven (Fernsehfilm)
- 1979: Dann wären wir sechs (Fernsehfilm)
- 1980: Marathon (Fernsehfilm)
- 1980: Fun and Games (Fernsehfilm)
- 1980: Die Nacht, als der Terror tobte (Fernsehfilm)
- 1981: Comedy of Horrors (Fernsehfilm)
- 1982: Take Your Best Shot (Fernsehfilm)
- 1983: Zuhause ist der Teufel los (Fernsehfilm)
- 1984: Augen in der Dunkelheit (Fernsehfilm)
- 1989: Ein allzu klarer Fall
- 1990: Parker Kane – Die Gewalt im Nacken (Fernsehfilm)
- 1990: Romantik bevorzugt (Fernsehfilm)
- 1991: Im Schatten des Schreckens (Fernsehfilm)
- 1991: Marilyn and Me (Fernsehfilm)
- 1992: The Boys (Wahre Freunde; Fernsehfilm)
- 1993: 4 himmlische Freunde
- 1999: California Myth
- 2001: March

### Fernsehen
- 1962: Wagen 54, bitte melden
- 1962: Gnadenlose Stadt
- 1963–1964: The Doctors
- 1965: Auf der Flucht
- 1967: Dancer für U.N.C.L.E.
- 1969–1972: FBI
- 1970: Hawaii Fünf-Null
- 1971: Mary Tyler Moore
- 1971: Die Zwei von der Dienststelle
- 1971: The Man and the City
- 1971: McMillan & Wife
- 1971: The Smith Family
- 1972: Owen Marshall – Strafverteidiger
- 1972: O’Hara, U.S. Treasury
- 1972: Room 222
- 1972: Los Angeles 1937
- 1972: Hec Ramsey
- 1973: The Paul Lynde Show
- 1971–1973: Cannon
- 1974: The New Perry Mason
- 1974: Banacek
- 1975: Archer
- 1975: Harry-O
- 1976: Holmes und Yoyo
- 1976: Police Story – Immer im Einsatz
- 1976–1978: Make-Up und Pistolen
- 1977: Dog and Cat
- 1977: Logan’s Run
- 1977: The Bob Newhart Show
- 1978: Kojak – Einsatz in Manhattan
- 1978: Vegas
- 1978: Fantasy Island
- 1978: Happy Days
- 1979: Dallas
- 1979: Weißes Haus, Hintereingang (Miniserie)
- 1979: Die Bären sind los
- 1979: Drei Engel für Charlie
- 1980: From Here to Eternity
- 1980: The Associates
- 1981: Jessica Novak
- 1981–1983: Falcon Crest
- 1982–1985: Polizeirevier Hill Street
- 1983: Newhart
- 1984: Chefarzt Dr. Westphall
- 1984: Hart aber herzlich
- 1985: Cheers
- 1985: Die Fälle des Harry Fox
- 1985: Off the Rack
- 1985–1991: Zeit der Sehnsucht
- 1986: Stingray
- 1986: Der Denver-Clan
- 1986: Du schon wieder
- 1986–1991: Golden Girls
- 1987: Alf
- 1987: Unser lautes Heim
- 1988: Matlock
- 1988: L.A. Law – Staranwälte, Tricks, Prozesse
- 1988: Amen
- 1988: CBS Summer Playhouse
- 1988: First Impressions
- 1988: Simon & Simon
- 1988: Unter Brüdern
- 1988–1990: Harrys wundersames Strafgericht
- 1989: Murphy’s Law
- 1989: Jesse aus dem All
- 1989: Wild Jack (Miniserie)
- 1989: Baywatch – Die Rettungsschwimmer von Malibu
- 1989–1990: Generations
- 1990: It’s Garry Shandling’s Show
- 1990: Sunset Beat – Die Undercover Cops
- 1990: Der Prinz von Bel-Air
- 1990: Grand
- 1991: Ein gesegnetes Team
- 1991: Shannon’s Deal
- 1991: Dynasty: The Reunion (Miniserie)
- 1991: Wer ist hier der Boß?
- 1992: Eine starke Familie
- 1992: Room for Two
- 1992: Verrückt nach dir
- 1993: Grace
- 1993: Blossom
- 1993: Melrose Place
- 1993: Die Nanny
- 1994: Superman – Die Abenteuer von Lois & Clark
- 1994: Living Single
- 1995: Murphy Brown
- 1995: High Society
- 1996: Dream On
- 1996: Hinterm Mond gleich links
- 1996: Mit Herz und Scherz
- 1996: Seinfeld
- 1996: Ellen
- 1998: Players
- 1998: Practice – Die Anwälte
- 1998: Cybill
- 1999: Eine himmlische Familie
- 1999: Alabama Dreams
- 1999: Family Law (Frauenpower)
- 1999: Frank Leaves for the Orient
- 2000: Friends
- 2004: Rock Me, Baby
- 2004: Medical Investigation
- 2006: Cold Case – Kein Opfer ist je vergessen
- 2009: 24

## Theater (Auswahl)
- 1961: Sunday in New York (Cort Theatre / John Golden Theatre, Broadway, New York City)[7][8]
- 1962: Come on Strong (Morosco Theatre, Broadway, New York City)[7][8]